# Campionati europei di canottaggio 2021
I campionati europei di canottaggio 2021 sono stati la 78ª edizione della manifestazione. Si sono svolti dal 9 all'11 aprile 2021 presso il Lago di Varese a Varese, in Italia.

## Podi

### Uomini
| Evento                  | Oro | Tempo   | Argento | Tempo   | Bronzo | Tempo   |
| Singolo                 | Oliver Zeidler Germania | 6:48,86 | Sverri Nielsen Danimarca | 6:49,97 | Natan Węgrzycki-Szymczyk Polonia | 6:51,85 |
| Due senza               | Martin Sinković Valent Sinković Croazia | 6:23,37 | Matteo Lodo Giuseppe Vicino Italia | 6:24,72 | Martin Mačković Miloš Vasić Serbia | 6:25,58 |
| Due di coppia           | Hugo Boucheron Matthieu Androdias Francia | 6:12,41 | Melvin Twellaar Stef Broenink Paesi Bassi | 6:14,66 | John Collins Graeme Thomas Gran Bretagna | 6:14,77 |
| Quattro senza           | Oliver Cook Matthew Rossiter Rory Gibbs Sholto Carnegie Gran Bretagna                                                                            | 5:56,49 | Mihăiță Țigănescu Mugurel Semciuc Ștefan Berariu Cosmin Pascari Romania                                                                                   | 5:58,34 | Marco Di Costanzo Giovanni Abagnale Bruno Rosetti Matteo Castaldo Italia                                                                             | 5:59,42 |
| Quattro di coppia       | Simone Venier Andrea Panizza Luca Rambaldi Giacomo Gentili Italia                                                                                | 5:41,09 | Dirk Uittenbogaard Abe Wiersma Tone Wieten Koen Metsemakers Paesi Bassi                                                                                   | 5:42,56 | Jüri-Mikk Udam Allar Raja Tõnu Endrekson Kaspar Taimsoo Estonia                                                                                      | 5:45,44 |
| Otto                    | Josh Bugajski Jacob Dawson Thomas George Moe Sbihi Charles Elwes Oliver Wynne-Griffith James Rudkin Thomas Ford Henry Fieldman (t) Gran Bretagna | 5:30,86 | Alexandru Chioseaua Florin Lehaci Constantin Radu Sergiu Bejan Vlad Dragoș Aicoboae Constantin Adam Florin Arteni Ciprian Huc Adrian Munteanu (t) Romania | 5:31,42 | Bjorn van den Ende Ruben Knab Jasper Tissen Simon van Dorp Maarten Hurkmans Bram Schwarz Mechiel Versluis Robert Lücken Eline Berger (t) Paesi Bassi | 5:32,25 |
| Pesi leggeri            | |         | |         | |         |
| Singolo                 | Péter Galambos Ungheria | 7:01,52 | Gabriel Soares Italia | 7:03,63 | Artur Mikołajczewski Polonia | 7:03,83 |
| Due senza               | Bence Szabó Kálmán Furkó Ungheria | 6:48,48 | Simone Mantegazza Simone Fasoli Italia | 6:57,57 | Serghei Abramov Dmitrii Zincenco Moldavia | 7:18,45 |
| Due di coppia           | Fintan McCarthy Paul O'Donovan Irlanda | 6:18,14 | Jonathan Rommelmann Jason Osborne Germania | 6:19,94 | Stefano Oppo Pietro Ruta Italia | 6:21,05 |
| Quattro di coppia       | Martino Goretti Antonio Vicino Patrick Rocek Niels Torre Italia                                                                                  | 5'52"06 | Benjamin David Baptiste Savaete Victor Marcelot Ferdinand Ludwig Francia                                                                                  | 5'52"08 | Koen van Brussel Vincent Goris Lay de Jong Ward van Zeijl Paesi Bassi                                                                                | 6'01"62 |
| Specialità paralimpiche | |         | |         | |         |
| PR1 M1x                 | Roman Polianskyi Ucraina | 9'22"58 | Benjamin Pritchard Gran Bretagna | 9'34"06 | Marcus Klemp Germania | 9'48"27 |

### Donne
| Evento                  | Oro | Tempo    | Argento | Tempo    | Bronzo | Tempo    |
| Singolo                 | Anna Prakaten Russia | 7:29,76  | Victoria Thornley Gran Bretagna | 7:36,17  | Jeannine Gmelin Svizzera | 7:37,10  |
| Due senza               | Helen Glover Polly Swann Gran Bretagna | 7:02,73  | Adriana Ailincăi Iuliana Buhuş Romania | 7:03,02  | Aina Cid Virginia Díaz Rivas Spagna | 7:03,75  |
| Due di coppia           | Nicoleta-Ancuţa Bodnar Simona Radiș Romania | 6:49,84  | Donata Karalienė Milda Valčiukaitė Lituania | 6:53,33  | Holly Nixon Saskia Budgett Gran Bretagna | 6:55,13  |
| Quattro senza           | Elisabeth Hogerwerf Karolien Florijn Ymkje Clevering Veronique Meester Paesi Bassi                                                                                    | 6:27,51  | Aifric Keogh Eimear Lambe Fiona Murtagh Emily Hegarty Irlanda | 6:27,96  | Rowan McKellar Harriet Taylor Karen Bennett Rebecca Shorten Gran Bretagna | 6:31,27  |
| Quattro di coppia       | Laila Youssifou Inge Janssen Olivia van Rooijen Nicole Beukers Paesi Bassi                                                                                            | 6:22,82  | Mathilda Hodgkins-Byrne Hannah Scott Charlotte Hodgkins-Byrne Lucy Glover Gran Bretagna                                                                          | 6:23,24  | Daniela Schultze Carlotta Nwajide Frieda Hämmerling Franziska Kampmann Germania                                                                                               | 6:25,20  |
| Otto                    | Maria-Magdalena Rusu Viviana-Iuliana Bejinariu Georgiana Dedu Maria Tivodariu Ioana Vrinceanu Amalia Bereș Mădălina Bereș Denisa Tîlvescu Daniela Druncea (t) Romania | 6:06,67  | Elsbeth Beeres Nika Vos Dieuwertje den Besten Marloes Oldenburg Hermijntje Drenth Tinka Offereins Aletta Jorritsma Karien Robbers Dieuwke Fetter (t) Paesi Bassi | 6:09,98  | Yelena Daniliuk Yelizaveta Kovina Yekaterina Potapova Anastasiya Tijanova Olga Zaruba Anna Karpova Yekaterina Sevostianova Yelizaveta Kornienko Yelizaveta Krylova (t) Russia | 6:14,40  |
| Pesi leggeri            | |          | |          | |          |
| Singolo                 | Alena Furman Bielorussia | 7:41,81  | Gianina-Elena Beleagă Romania | 7:45,80  | Claire Bove Francia | 7:48,79  |
| Due di coppia           | Valentina Rodini Federica Cesarini Italia | 6:58,66  | Emily Craig Imogen Grant Gran Bretagna | 6:59,56  | Marieke Keijser Ilse Paulis Paesi Bassi | 7:01,13  |
| Specialità paralimpiche | |          | |          | |          |
| PR1 W1x                 | Birgit Skarstein Norvegia | 10'22"06 | Moran Samuel Israele | 10'27"46 | Anna Sheremet Ucraina | 10'46"66 |

### Misti
| Evento                  | Oro                                                                                           | Tempo   | Argento                                                                             | Tempo   | Bronzo                                                                                     | Tempo   |
| Specialità paralimpiche |                                                                                               |         |                                                                                     |         |                                                                                            |         |
| PR2 Mix2x               | Lauren Rowles Laurence Whiteley Gran Bretagna                                                 | 8'08"41 | Annika van der Meer Corné de Koning Paesi Bassi                                     | 8'17"69 | Perle Bouge Christophe Lavigne Francia                                                     | 8'19"35 |
| PR3 Mix4+               | Ellen Buttrick Giedrė Rakauskaitė James C. Fox Oliver Stanhope Erin Kennedy (t) Gran Bretagna | 6'52"14 | Erika Sauzeau Antoine Jesel Rémy Taranto Margot Boulet Robin Le Barreau (t) Francia | 7'05"26 | Olexandra Polianska Dariia Kotyk Stanislav Samoliuk Maksym Zhuk Yuliia Malasai (t) Ucraina | 7'12"84 |

## Medagliere
| Pos.   | Paese         | Oro | Argento | Bronzo | Totale |
| ------ | ------------- | --- | ------- | ------ | ------ |
| 1      | Gran Bretagna | 3   | 3       | 3      | 9      |
| 2      | Italia        | 3   | 3       | 2      | 8      |
| 3      | Romania       | 2   | 4       | 0      | 6      |
| 4      | Paesi Bassi   | 2   | 3       | 3      | 8      |
| 5      | Ungheria      | 2   | 0       | 0      | 2      |
| 6      | Germania      | 1   | 1       | 1      | 3      |
| 6      | Francia       | 1   | 1       | 1      | 3      |
| 8      | Irlanda       | 1   | 1       | 0      | 2      |
| 9      | Russia        | 1   | 0       | 1      | 2      |
| 10     | Bielorussia   | 1   | 0       | 0      | 1      |
| 10     | Croazia       | 1   | 0       | 0      | 1      |
| 12     | Danimarca     | 0   | 1       | 0      | 1      |
| 12     | Lituania      | 0   | 1       | 0      | 1      |
| 14     | Polonia       | 0   | 0       | 2      | 2      |
| 15     | Spagna        | 0   | 0       | 1      | 1      |
| 15     | Estonia       | 0   | 0       | 1      | 1      |
| 15     | Moldavia      | 0   | 0       | 1      | 1      |
| 15     | Serbia        | 0   | 0       | 1      | 1      |
| 15     | Svizzera      | 0   | 0       | 1      | 1      |
| Totale | Totale        | 18  | 18      | 18     | 54     |